# Phymaturus spurcus
Phymaturus spurcus — вид ігуаноподібних ящірок родини Liolaemidae. Ендемік Аргентини.

## Поширення і екологія
Phymaturus spurcus відомі з типової місцевості, розташованої в провінції Ріо-Негро, на захід від міста Інхеньєро-Якобаччі. Вони живуть в степах Патагонії, серед скель, на висоті від 950 до 1200 м над рівнем моря. Живляться рослинністю, є живородними.